# Lucious Jackson
Lucious Brown „Luke“ Jackson (* 31. Oktober 1941 in San Marcos, Texas; † 12. Oktober 2022 in Houston) war ein US-amerikanischer Basketballspieler.

## Karriere
Lucious Jackson wurde in San Marcos im Bundesstaat Texas geboren und zog später mit seiner Familie nach Bastrop, Louisiana. Dort besuchte er die Morehouse Highschool, wo er mit dem Basketballspielen begann. Anschließend besuchte er die Texas Southern University und die University of Texas–Pan American, wo er für die Pan American Broncs spielte. 1963 wurde er zum All-American ernannt. Im gleichen Jahr gewann er mit der Nationalmannschaft der Vereinigten Staaten Gold bei den Panamerikanischen Spielen und belegte den vierten Platz bei der Weltmeisterschaft. Bei den Olympischen Sommerspielen 1964 wurde Jackson mit der US-Auswahl Olympiasieger.
Im gleichen Jahr wurde Jackson von den Philadelphia 76ers gedraftet und spielte fortan für den Club. In seinem ersten NBA-Jahr wurde er für das NBA All-Rookie Team und NBA All-Star Game ausgewählt. Mit den 76ers gewann er die NBA-Finals 1967. Vor der Saison 1969/70 sollte Jackson zu den Carolina Cougars wechseln, er widerrief jedoch den Wechsel und kehrte nach Philadelphia zurück. Aufgrund einer Achillessehnenverletzung und einer kollabierten Lunge verpasste er jedoch einige Spiele. Weitere Verletzungen an seinem linken Fuß folgten und Jackson beendete 1972 seine Karriere.

## Privates
Jackson war bis zu seinem Tod im Jahr 2022 mit seiner Frau Marva 57 Jahre verheiratet. Nach seinem Karriereende zog das Paar 1973 nach Beaumont, Texas. Jackson schloss sein Studium an der Pan American University ab und war ab 1975 für das Beaumont Parks and Recreation Department tätig. Er ging 2002 in den Ruhestand. Jackson war Vater von drei Kindern.

## Trivia
Die 1991 gegründete Rockband Luscious Jackson wurde nach Lucious Jackson benannt.